# Rappengasse 6 (Biberach)

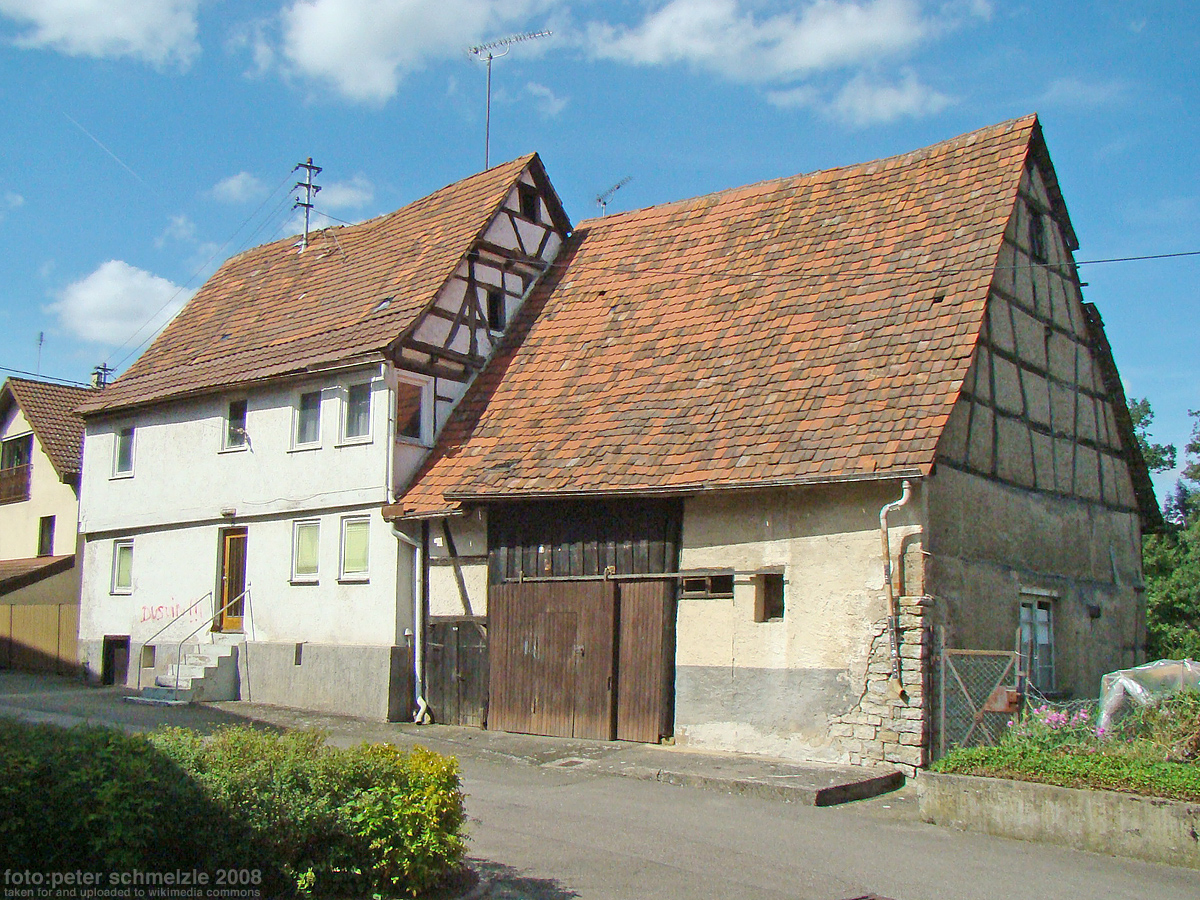
Das Anwesen im August 2008

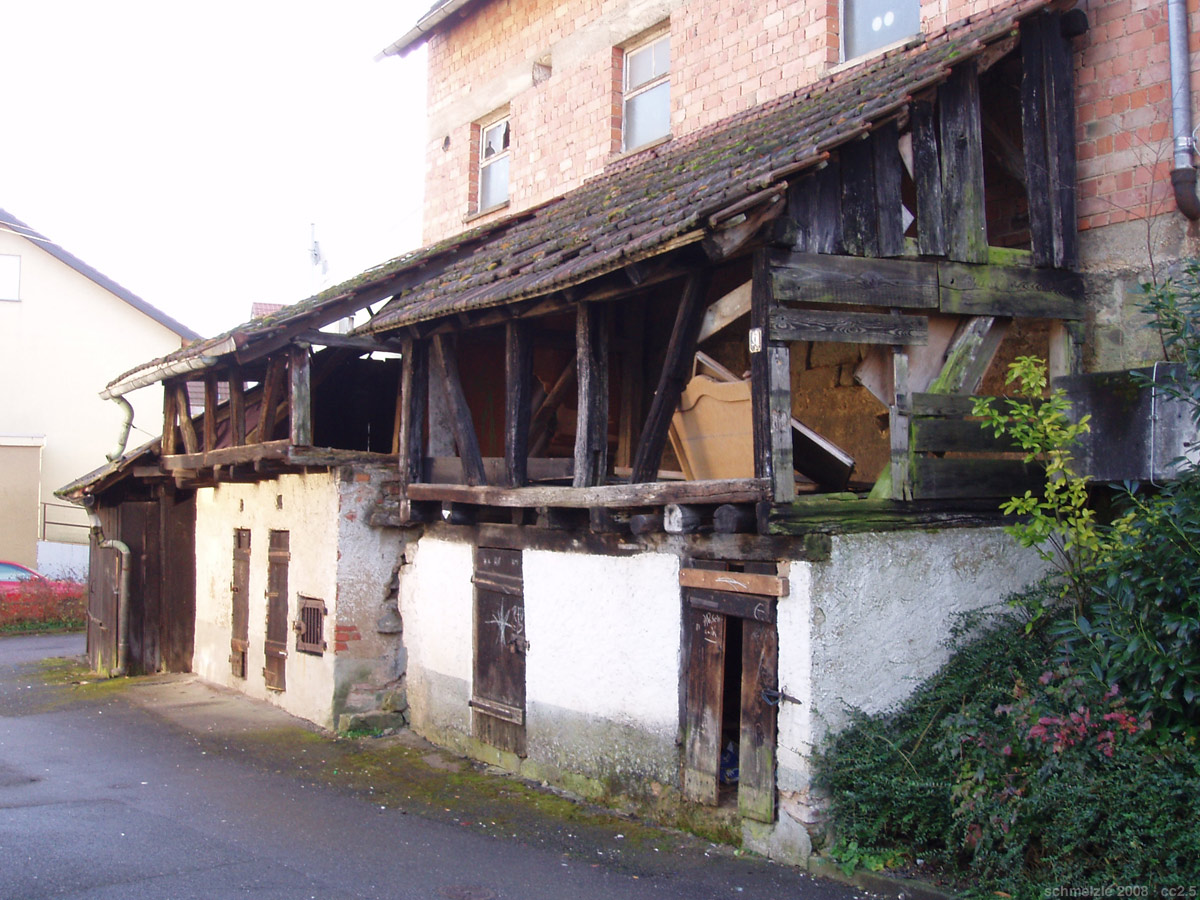
Historische Kleintierställe, Foto von 2008

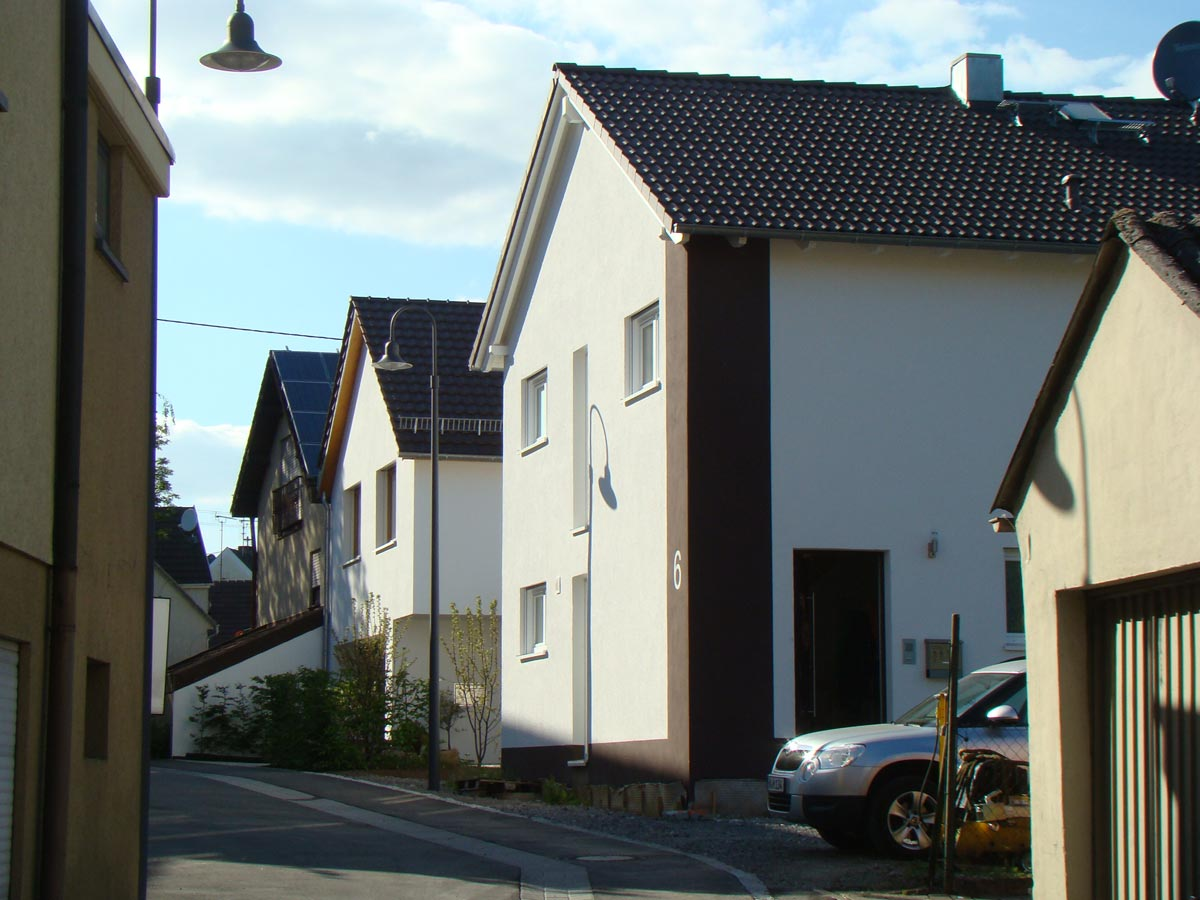
Heutige Bebauung der Rappengasse 6 (2015)

Das Wohnhaus Rappengasse 6 im Heilbronner Stadtteil Biberach war ein Fachwerkgebäude, das Ende des 17. Jahrhunderts errichtet wurde. Das Gebäude mitsamt seinen Nebengebäuden stand unter Denkmalschutz. Das Haus wurde bis zum Jahr 2010 abgerissen, das Grundstück ist inzwischen überbaut.

## Beschreibung
Das Gebäude war ein zweigeschossiger verputzter Fachwerkbau mit Sichtfachwerkgiebel. Eine Besonderheit des Hauses bildeten die Eckstuben. Eine Eckstube befand sich im Erdgeschoss. Die andere Eckstube war im Obergeschoss des Hauses zu finden. Die beiden Eckstuben waren das Ergebnis einer horizontalen Teilung des Gebäudes in zwei Wohnungen.
Zum Wohnhaus gehörten die Nebengebäude Rappengasse 6/3, 6/5 und 6/6. Dabei handelte es sich um eine vor der Giebelseite des Wohnhauses angebaute eingeschossige Fachwerkhausscheune sowie historische Kleintierställe auf der gegenüberliegenden Seite der Rappengasse.

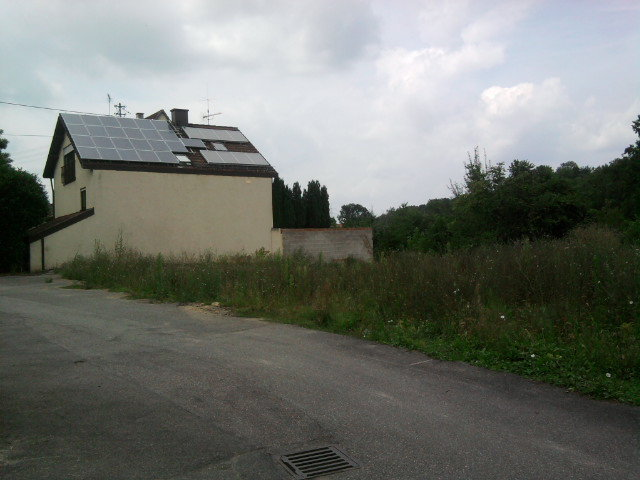
Ehemaliger Standort des Wohnhauses und der Scheuer, Foto von 2010
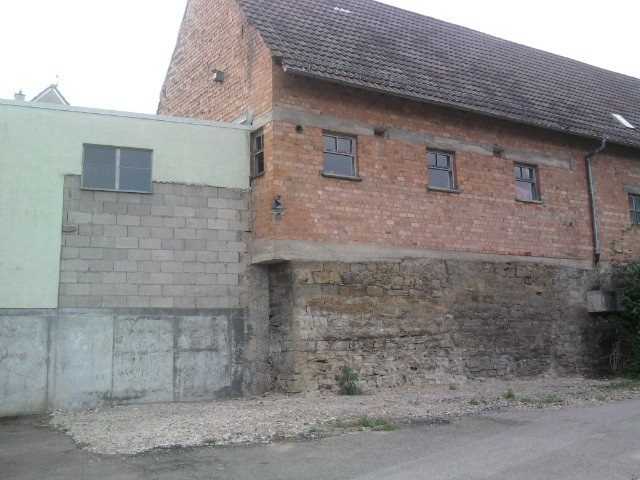
Ehemaliger Standort der Kleintierställe, Foto von 2010